# Douglas Regattieri
Douglas Regattieri (* 5. října 1949 Concordia sulla Secchia) je italský římskokatolický duchovní a emeritní biskup Ceseny-Sarsiny.

## Život
Narodil se 5. října 1949 v Concordia sulla Secchia.
Vstoupil do kněžského semináře v Carpi. Teologické vzdělání získal na Teologickém institutu Reggio Emilia-Guastalla. Dne 15. září 1973 byl biskupem Artemiem Pratim vysvěcen na kněze a inkardinován do diecéze Carpi. Stal se osobním sekretářem biskupa. Roku 1980 obdržel na Teologickém akademickém ústavu v Bologni licenciát z teologie evangelizace.
Pastoračně působil ve farnosti v Mirandole a byl biskupským vikářem pro pastoraci. Do biskupského jmenování byl kanovníkem katedrály. Roku 1997 byl ustanoven rektorem semináře a o tři roky později generálním vikářem. Zastával též funkci soudního vikáře. Byl mu udělen titul Prelát Jeho Svatosti a roku 2008 Apoštolský protonotář.
Dne 8. října 2010 jej papež Benedikt XVI. jmenoval biskupem Ceseny-Sarsiny. Biskupské svěcení přijal 28. listopadu z rukou biskupa Elia Tinti a spolusvětiteli byli biskup Bassano Staffieri a biskup Antonio Lanfranchi. Dne 7. ledna 2025 přijal papež František jeho rezignaci z důvodu dosažení kanonického věku 75 let.